# Кълман
За окръга вижте Кълман (окръг, Алабама).
Кълман (на английски: Cullman) е град в Алабама, Съединени американски щати, административен център на окръг Кълман. Основан е през 1873 от германския имигрант полковник Джон Кълман, чието име носи. Населението му е 14 775 души (2010).
В Кълман е роден актьорът Чанинг Тейтъм (р. 1980).